# Sergio González Álvarez
Sergio González Álvarez (San Sebastián, España, 26 de septiembre del 2000) es un futbolista español que juega como defensa  en el Pasaia Kirol Elkartea.     

## Trayectoria
Nacido en San Sebastián,Guipúzcoa, se formó en la cantera de la  Real Sociedad de Fútbol. Tras unos años formando parte del equipo guipuzcoano, recaló en las filas  del Club Deportivo Numancia de Soria "B", que milita actualmente en Tercera División en el grupo VIII. Tras una temporada completa en la que jugó 20 partidos se desvinculo del club soriano. La siguiente temporada, milito en las filas del Real Unión, club de fútbol español de la ciudad de Irún, Guipúzcoa, que milita en la Primera RFEF Footers, tercera categoría del fútbol nacional. Actualmente milita en la plantilla del Pasaia KE, equipo que milita actualmente en Tercera División.